# Betula korshinskyi
Betula korshinskyi är en björkväxtart som beskrevs av Dmitrij Litvinov. Betula korshinskyi ingår i släktet björkar, och familjen björkväxter. Inga underarter finns listade.